# Marc Amsler
Marc Amsler (Vevey, 5 febbraio 1891 – Sierre, 3 maggio 1968) è stato un oculista svizzero.
Fu professore di oculistica a Zurigo e Losanna.
È ricordato principalmente per i suoi studi sul distacco della retina e sulle malattie della macula. Per la diagnosi di queste ultime elaborò una peculiare prova.